# Marszewo (województwo warmińsko-mazurskie)
Marszewo (niem. Moritzhof) – przysiółek w Polsce położona w województwie warmińsko-mazurskim, w powiecie kętrzyńskim, w gminie Kętrzyn.
W latach 1975–1998 miejscowość administracyjnie należała do województwa olsztyńskiego.
W roku 2009 w Marszewie mieszkało 38 osób.